# Oblężenie miasta Mallów
Oblężenie miasta Mallów – działania zbrojne, które miały miejsce w roku 325 p.n.e.

## Tło wydarzenia
W drodze powrotnej z Indii wojska Aleksandra skierowały się na południe przekraczając ziemie licznych bitnych plemion indyjskich. Część armii transportowano na okrętach rzeką. Wkraczając na ziemie przeciwników Aleksander podejmował pertraktacje z miejscowymi plemionami w sprawie swobodnego przemarszu. Te z plemion, które nie przyjmowały warunków króla, były pacyfikowane, a ich wojska gromione w bitwach. Jednym z ludów, który zdecydowanie sprzeciwił się Macedończykom, było plemię Mallów. 

## Przebieg
Aleksander nakazał szturm miasta, żołnierze jednak nie wykazywali większej ochoty do walki. Wówczas to król, chcąc dać przykład swoim żołnierzom sam wskoczył na drabinę i wspiął się na mury miasta. Dopiero wtedy reszta żołnierzy rzuciła się ku drabinom, które pod naciskiem wielu ludzi pękły i runęły na ziemię. Aleksander tymczasem znalazł się sam po drugiej stronie muru i oparty o niego plecami, odpierał ataki przeciwnika zasłaniając się tarczą. W trakcie walki został trafiony strzałą w pierś, nadal jednak odpierał ataki Mallów. W tym momencie z pomocą królowi przyszli pozostali żołnierze macedońscy, a krótko potem reszta armii, forsując mury i otwierając bramy miasta, wtargnęła do centrum dokonując rzezi obrońców. Mszcząc się za ranienie swojego króla Macedończycy nie okazywali litości nikomu. Miasto zostało zdobyte, a ludność wymordowana. Po bitwie rannego Aleksandra przeniesiono do obozu, gdzie usunięto mu grot strzały.